# Шапинка (река)
Шапинка — река в России, протекает по Медведевскому району Марий Эл. Устье реки находится в 99 км по левому берегу Большой Кокшаги. Длина реки составляет 27 км, площадь водосборного бассейна 163 км².
Исток реки находится у деревни Малые Шапы в 5 км к западу от посёлка Краснооктябрьский. Течёт на юго-запад, в верховьях протекает деревни Малые Шапы, Шапы и Большие Шапы, затем входит в обширный ненаселённый лесной массив. Впадает в Большую Кокшагу напротив посёлка Старожильск.

## Данные водного реестра
По данным государственного водного реестра России относится к Верхневолжскому бассейновому округу, водохозяйственный участок реки — Волга от Чебоксарского гидроузла до города Казань, без рек Свияга и Цивиль, речной подбассейн реки — Волга от впадения Оки до Куйбышевского водохранилища (без бассейна Суры). Речной бассейн реки — (Верхняя) Волга до Куйбышевского водохранилища (без бассейна Оки).
Код объекта в государственном водном реестре — 08010400712112100000800.